# Arnuwanda III
Arnuwanda III, Arnuwandas III – król hetycki, syn Tuthaliji IV. Panował w okresie około 1209-1207 p.n.e. Za jego panowania pojawiają się pierwsze wzmianki o migracji tzw. Ludów Morza, jednakże brak wzmianek o ich starciach z Hetytami. Jego następcą został jego brat Suppiluliuma II.